# Valdemar Sammalisto
Valdemar Sammalisto, född 3 januari 1889, död 17 april 1918, var en finsk målare i Tammerfors och befäl i Tammerfors röda garde under  finska inbördeskriget. Sammalisto deltog som kompanikommendant i Suinula-expeditionen där han med sitt ingripande avbröt massakern av vita fångar. Han ledde senare de röda på Filpulafronten. Sammalisto avrättades av de vita omedelbart efter slaget om Tammerfors.